# B3 EP (Placebo)
B3 EP (Placebo) B3EP (o B3) es un EP del grupo Placebo, realizado el 15 de octubre de 2012 a través del sello discográfico Vertigo.

## Historia
En 2009, los miembros de la banda Brian Molko y Stefan Olsdal confirmaron públicamente que estaban trabajando para un nuevo álbum de estudio. El 23 de noviembre de 2011, la banda anunció vía Facebook y en su página oficial que volverían al estudio en 2012 para grabar su séptimo álbum de estudio. Placebo confirmó a finales de mayo de 2012 , que esperan lanzar algunas pistas a finales de año, y que han contado con la ayuda de Adam Noble(Red Hot Chili Peppers, dEUS) en un nuevo álbum que será lanzado en el verano del hemisferio norte en 2013. En agosto de 2012, Brian Molko reveló en Italy's Rai Radio 2 que el nuevo single titulado "B3" será lanzado en septiembre y que se espera un nuevo álbum a lanzarse en marzo de 2013.
El 14 de septiembre de 2012, la banda anunció que lanzaría un EP de cinco pistas titulado "B3" el 12 de octubre.

## Lanzamiento
B3EP fue lanzado el 15 de octubre por a través del sello discográfico Vertigo, tres días más tarde de lo previsto.
Un video musical fue lanzado para la canción el 17 de octubre.

## Crítica
La única revisión profesional vino de Consequence of Sound. La crítica Katherine Flynn, luego de criticar el álbum anterior de la banda en 2009 "Battle for the Sun", para el cual ella escribió que "no se sentía urgente, o verdadero, a comparación con otros trabajos del canon de Placebo. Vio "B3" como una vuelta a sus fuentes" y destaca que el EP "kicks" (patea), citando el final de la pista "Time is Money".

## Lista de canciones
Todas las canciones escritas y compuestas por Placebo (Brian Molko , Stefan Olsdal y Steve Forrest ), excepto cuando se indique.

Todas las canciones escritas y compuestas por Placebo (Brian Molko, Stefan Olsdal and Steve Forrest), except as noted. 
| N.º | Título                                   | Escritor(es)                             | Duración |  |
| 1.  | «B3»                                     |                                          | 4:10     |  |
| 2.  | «I Know You Want to Stop» (Minxus cover) | Joseph Whitney, Gavin Pearce, She Rocola | 3:04     |  |
| 3.  | «The Extra»                              |                                          | 4:20     |  |
| 4.  | «I.K.W.Y.L.»                             |                                          | 5:10     |  |
| 5.  | «Time Is Money»                          |                                          | 7:15     |  |